# 邁丹 (德羅霍貝奇區)
49°8′53″N 23°16′48″E / 49.14806°N 23.28000°E
邁丹（烏克蘭語：Майдан），是烏克蘭的村落，位於該國西部利沃夫州，由德羅霍貝奇區負責管轄，始建於1453年，面積1.68平方公里，海拔高度113米，2001年該村落人口345。